# Salsedine (singolo)
Salsedine è un singolo del cantautore italiano Marco Guazzone, realizzato con Chiara Galiazzo e pubblicato il 28 aprile 2023.

## Descrizione
La canzone è stata scritta dallo stesso Guazzone e dai coautori Alessandra Flora, Pietro Gozzoli, Lara Ingrosso, Leonardo Lamacchia, Gianni Pollex (per la musica) e Silvia Tofani.
Secondo i due artisti:
(Marco Guazzone)
(Chiara Galiazzo)

## Ricezione critica
Il brano è stato descritto come "moderno e raffinato", introdotto da una metrica urban con "Chiara a inserirsi su un tappeto di archi suonato dalla Roma Film Orchestra, per poi arrivare a un ritornello cantato in simbiosi e di grande apertura melodica", seguito da una base elettronica.
Fabio Fiume di All Music Italia ha apprezzato il brano, che è stato anche inserito nelle migliori 50 canzoni indie del primo semestre 2023 dal sito Recensiamo Musica e tra le 100 canzoni indie più belle del 2023 sempre dal sito Recensiamo Musica.

## Videoclip
Il videoclip è stato realizzato da Maxim Derevianko, interamente con un algoritmo di intelligenza artificiale generativa basato sulla ricerca in rete di immagini relative ai due cantanti e al testo della canzone, ed è stato il primo in Italia di questo genere.

## Tracce
1. Salsedine (feat. Chiara Galiazzo) – 3:34